# Lojo prästgård
Lojo prästgård (finska: Lohjan pappila) är en prästgård i Lojo i Finland. Prästgården som färdigställdes år 1861 ägs av Lojo församling och Lojo museum verkar sedan 1978 i byggnaden. Prästgårdens exteriör är väl bevarad. Den enda ändringen i byggnadens utseende är arkivflygeln i tegel som byggdes år 1911.
Lojo prästgård kallas även Stora-Prästgården (finska: Iso-Pappila) för att skilja den från den gamla kaplansbostaden Lindkulla. Lojo prästgård ingår i ett område kring Lojo kyrka som är skyddat av Museiverket som en del av programmet byggda kulturmiljöer av riksintresse.

## Historia och arkitektur

### Huvudbyggnad
Första gången Lojo prästgård nämns i skrift är år 1384. Fram till slutet av 1700-talet hade prästgården en inbyggd gårdsplan. Den gamla huvudbyggnaden som revs år 1860 var byggt år 1816 och låg antagligen på samma plats som den nuvarande huvudbyggnaden.
Lojo församlings kyrkoherde Helsingius lät bygga den nuvarande huvudbyggnaden år 1861 enligt arkitekt August Bomans ritningar. Prästgårdens stil uppvisar drag av empir och nyrenässans. Omkring prästgården finns en stor park.
Lojo prästgård renoverades under 1930-talet. Då revs gamla kaminer och ett nytt värmesystem som använder varm vatten installerades, samtidigt lades också taket av betongtegel. Efter att en ny kyrkoherde tillträtt 1975 fungerade prästgården inte längre som tjänstebostad. Då påbörjades arbete för att renovera byggnaden för museibruk. I slutet av 1970-talet revs verandan från sydöstra gaveln i samband med byggandet av museidirektörens bostad på samma sida av byggnaden. Till bostaden byggdes bland annat kök och bastu. Även rummen i övre våningen och vinden renoverades och toaletterna för besökare har byggdes. Under 1990-talet revs det gamla värmesystemet och nya elektriska värmeelement installerades.
Lojo museum öppnades i prästgården år 1978.

### Ekonomibyggnader
Den äldsta byggnaden på gården är sockenadjunktens stuga från 1780. Stugan ligger på gårdsplanens västra sidan. På östra sidan ligger en förvaltarbostad som färdigställdes i början av 1800-talet. I byggnaden finns också bland annat bakstuga, statarbostad och skjul. Till gårdshelheten hör även mjölkerskans stuga från slutet av 1800-talet, ladugården i tegel som färdigställdes år 1937 och ett spannmålsmagasin i tegel.
Lojo pedagogium från år 1769 har flyttats till prästgårdens mark och fungerar nuförtiden som ett utställningsutrymme.